# مسجد صالح
مسجد صالح (عربی: جَامِع ٱلصَّالِح، انگلیسی: Jāmiʿ Aṣ-Ṣāliḥ) یک مسجد مدرن در صنعا است که بزرگ‌ترین مسجد یمن به‌شمار می‌رود.
این مسجد در کنارهٔ جنوبی شهر و در جنوب بیمارستان مادران الصابئین جای دارد. این مسجد که در اصل «مسجد الصالح» نام داشت، در نوامبر ۲۰۰۸ از سوی رئیس‌جمهور فقید یمن علی عبدالله صالح گشایش یافت.
پهناوری مسجد ۲۷۳۰۰ متر مربع و دارای یک سالن مرکزی به بزرگی ۱۳۵۹۶ متر و گنجایش ۴۴۰۰۰ تَن است.
هزینهٔ ساخت این ساختمان نزدیک به ۶۰ میلیون دلار بوده‌است.
مسجد برای غیرمسلمانان باز است، گردشگران در آنجا رفت و آمد می‌کنند و به نوعی اسلام میانه‌رو را تبلیغ می‌کند.
بر پایهٔ برآوردهای سازمان ملل متحد در آن زمان، صالح در سال ۲۰۰۸ به دلیل انجام چنین پروژهٔ بزرگی هنگامی که کشور از مشکلات اجتماعی و اقتصادی رنج می‌برد، مورد انتقاد قرار گرفت.
چندین رخداد در هنگام ساخت آن پیشامده است. گلدسته‌ها چندین بار فرو ریختند که به مرگ برخی انجامیده‌است.
پس از این رویدادها، از این مکان برای ساخت دانشکده اسلامی و باغ کنار مسجد استفاده شد.
همچنین ذکر شده‌است که یک بازرگان بومی به نام هایل سعید در صورت عدم پرداخت هزینهٔ ساختمان مسجد، تهدید به لغو مجوزهای بازرگانی شد.
این مسجد در جریان درگیری میان حوثی‌ها و نیروهای هوادار صالح در دسامبر ۲۰۱۷ جایگاه نبرد میان دو نیرو بود.
در آن زمان شایعه‌ای در صنعا پخش شد که حوثی‌ها می‌خواهند رنگ گنبد مسجد را سبز کنند.
عکس این مسجد روی اسکناس ۲۵۰ ریالی شماره ۲۰۰۹ چاپ شده‌است.

## ساختمان و ساختار
این مسجد با بهره‌وری از گونه‌های سنگ، مانند سنگ‌های سیاه بازالت و همچنین سنگ آهک به رنگ قرمز، سفید و سیاه ساخته شده‌است.
مسجد صالح از دید زیبایی و معماری با مسجدالحرام در مکه سنجیده می‌شود.
این سازه درآمیخته‌ای از «معماری و سبک‌های اسلامی یمن» ساخته شده‌است و آیات قرآنی فراوانی روی دیوارها کنده‌کاری شده‌است. این طرح با نام «معماری حمیری» شناخته می‌شود.
این سازه آراسته به سقف‌های چوبی و هفت گنبد است. پنج گنبد در سقف اصلی هست که گنبد اصلی آن ۲۷٫۴ متر قطر و ۳۹٫۶ متر بلندی دارد.
پنجره‌های مجهز به شیشهٔ رنگ‌آمیزی را قامریه می‌نامند.
از پانزده در چوبی، ده در، در گوشهٔ خاوری و باختری جای دارد و پنج درِ جنوبی به سمت دانشکدهٔ اسلامی و جایگاه‌های وضو باز است.
بلندای درها ۲۲٫۸۶ متر است و دربرگیرندهٔ نقوش مسی کنده‌کاری‌شده‌است. چهار گلدسته از شش گلدسته ۱۶۰ متر بلندی دارند.
فضای درونی از کف تا سقف ۲۴ متر است. در حالی‌که فرش مخملی دارای الگوهای پیچیده‌است، لوسترهای بزرگ دارای نقوش رنگارنگ و همانند گل هستند.
ساختمان سه طبقه‌ای (که دربردارنده دانشکده قرآن نیز می‌شود) شامل کتابخانه‌ها و بیش از دوجین کلاس درس فضای کافی برای پذیرش ۶۰۰ دانش‌آموز است. سه اتاق بزرگ ویژهٔ زنان است و یک سالن کوچک که می‌تواند ۲۰۰۰ زن را در خود جای دهد.
این مسجد دارای سامانهٔ هوارسانیِ خوشایند مرکزی مدرن و سامانه‌های صوتی، و هم‌چنین تدابیر امنیتی کامل، از جمله سگ‌های بمب‌یاب است. ساختمان تا شب روشن می‌ماند.

## بن‌مایه
- همکاری‌کنندگان ویکی‌پدیا، « Al Saleh Mosque»، ویکی‌پدیای انگلیسی، دانشنامهٔ آزاد (بازیابی ۱۸ مرداد ۱۴۰۰)